# 陳景元 (北宋)
陈景元（1035年—1094年），字太初，号碧虚子，建昌南城（今属江西）人，北宋道士。道教物。

## 生平
父陈正為進士出身。少年丧父，“博学多闻，藏书数千卷”。慶歷二年（1042年），師從高郵天慶觀道士崇道大師韓知止，次年度为道士。後入天台山，阅《三洞经》，再师从天台道士张无梦，得老庄心印。後游大梁，居醴泉观，讲《道德经》、《南华经》，一时名声大振，公卿争识之。宋神宗召对于天章阁，赐号“真靖大师”，为中太一宫主。一生交游广泛，“自大丞相吴奎、左相蒲宗孟、翰林学士王歧公而下，一时宗工巨儒洎贤士大夫以篇什唱酬迭遗者甚多。”弟子有许修真等40人。紹聖元年（1094），卒。

## 著作
- 《上清大洞真经玉诀音义》
- 《西升经集注》
- 《道德真经藏室纂微篇》十卷[3]
- 《南华真经章句音义》十四卷[3]
- 《元始天尊度人上品妙经》集注
- 《碧虚子亲传直指》
- 《庄子注》